# Tmesisternus transversevittatus
Tmesisternus transversevittatus är en skalbaggsart som beskrevs av Stefan von Breuning 1956. Tmesisternus transversevittatus ingår i släktet Tmesisternus och familjen långhorningar. Inga underarter finns listade i Catalogue of Life.